# واحد آلکیل‌دار کردن

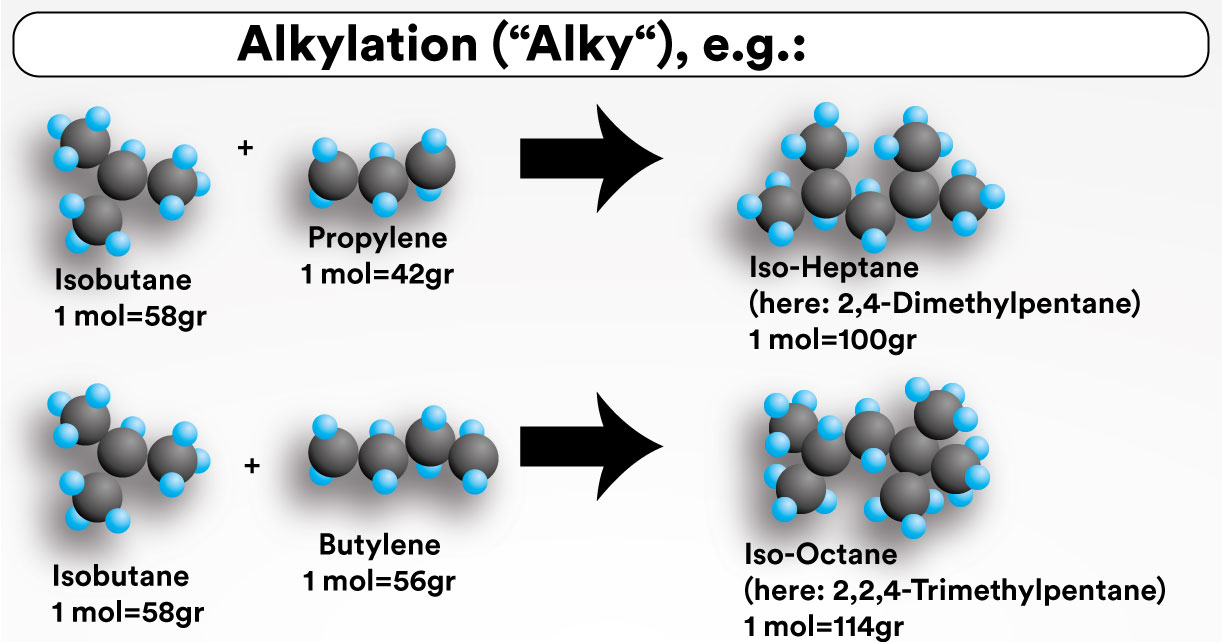
نمایی از طرح‌وارهٔ دو فرآیند شیمیایی اصلی در واحد آلکیل‌دار کردن

واحد آلکیل‌دار کردن (به انگلیسی: Alkylation unit) یکی از واحدهای پلایشگاهی است که در تولید سوخت‌های هیدروکربنی از جمله بنزین به‌کار می‌رود. در این واحد واکنش شیمیایی آلکیل‌دار کردن بر روی آلکن‌های با وزن مولکولی پایین، صورت می‌گیرد و در نتیجهٔ آن، مولکول‌های با وزن بالاتر و با ارزش‌تر تولید می‌شود. این فرایند در حضور یک کاتالیزور قوی (سولفوریک اسید یا هیدروفلوریک اسید) انجام‌پذیر است. بر همین اساس فرایند آلکیل‌دار کردن در حضور سولفوریک اسید به اختصار SAAU و فرایند آلکیل‌دار کردن با هیدروفلوریک اسید را به اختصار HFAU می‌نامند.